# Van Helsing (película de 2004)
Van Helsing (conocida como Van Helsing: El cazador de monstruos en Hispanoamérica) es una película estadounidense de acción, aventura, terror y fantasía oscura del 2004 dirigida por Stephen Sommers, cuyo personaje principal está inspirado muy cercanamente en el personaje de la novela Drácula, el doctor Abraham van Helsing. Está protagonizada por Hugh Jackman, Kate Beckinsale, David Wenham y Richard Roxburgh. En la trama principal Van Helsing, un establecido y reconocido cazador de monstruos es asignado a ayudar a una princesa gitana a enfrentar y eliminar al Conde Valerius Drácula.
Pese a que la película fue recibida negativamente por los críticos especializados de cine, en taquilla fue considerada un éxito modesto recaudando un estimado de 300 millones de dólares.

## Argumento
En 1887 en Transilvania, mediante el uso de una revolucionaria “ciencia”, el Dr. Viktor Frankenstein trae a la vida a una criatura construida a partir de las partes saqueadas de algunos cádaveres. Los crímenes de Frankenstein terminan por atraer a una iracunda turba que irrumpe en su castillo para lincharlo; en ese momento aparece el conde Drácula, quien espera utilizar a la creación del doctor para su beneficio, revelando que esa fue su motivación para ayudarlo. Comprendiendo muy tarde el engaño del que fue víctima y siendo traicionado su asistente Igor, Frankenstein es drenado por el vampiro. No obstante, la criatura se libera y noquea temporalmente al conde para huir con el cuerpo de su padre. Por una confusión provocada por Igor, la turba persigue a la criatura hasta un molino de viento al cual incineran hasta que el monstruo cuestiona lo ocurrido delante de la ahora impactada multitud. Aunque Drácula intenta auxiliarlo junto a sus novias, el molino colapsa por el incendio, presuntamente acabando con el experimento de Frankenstein.   
Un año después, Van Helsing, un reconocido pero también infame cazador de monstruos rastrea y se enfrenta al Sr. Hyde, en una pelea en la que mata al Sr. Hyde lanzándolo por los vitrales de Notre Dame, regresando a su forma de Dr. Jekyll antes de morir. A su regreso al Vaticano, recibe su nueva misión: viajar a Transilvania para asistir a la familia Valerius a asesinar al Conde Drácula ya que de morir antes de cumplir su objetivo las almas de la familia no transcenderán al cielo, tras recibir su nuevo armamento Van Helsing fuerza a su amigo Carl, un monje fraile para que lo acompañe. Mientras en un bosque de Transilvania, los últimos Valerius: los hermanos Velkan y Ana, los últimos de su clan intentan cazar a un hombre lobo cuando Velkan se ofrece como cebo. Como la captura sale mal, el hombre lobo se libera y acorrala a Ana en el borde de un acantilado antes de ser asesinado por Velkan, quien aparentemente muere tras caer junto al monstruo por el precipicio.   
A su llegada al pueblo de Transilvania, Van Helsing y Carl son recibidos hostilmente por los aldeanos y Ana que cuestionan su propósito ahí hasta que son atacados por las novias de Drácula: Marishka, Verona y Aleera quienes intentan acabar con Ana para exterminar el clan de los Valerius. Gracias a que Van Helsing elimina a Marishka con agua bendita impregnada en dardos de plata, consigue ahuyentar a Verona y Aleera. En el castillo de Drácula, al ser informado de lo ocurrido, el vampiro decide enviar a otro hombre lobo para averiguar la identidad del forastero así como dar la orden de alistar el castillo del difunto Frankenstein para realizar un nuevo experimento. 
Después de enterarse de que Van Helsing llegó para auxiliarlo en su lucha contra Drácula, Ana intenta ir, impulsivamente, tras sus enemigos de noche para ponerle fin al conflicto, pero Van Helsing la seda para detenerla. Para cuando Ana recobra el conocimiento intenta alcanzar al cazador hasta que se percata de la presencia del hombre lobo en su castillo. Inesperadamente Ana se reencuentra con Velkan, quien le dice tiene poco tiempo para compartirle información sobre la debilidad de Drácula, pero es incapaz cuando comienza a transformarse en un hombre lobo, consecuencia de haber sido infectado con la licantropía. Debido a que Van Helsing pretende cazar a Velkan, aun sabiendo su identidad, Ana lo ayuda a rastrearlo hasta el castillo de Drácula donde descubren que el lugar está repleto de unos capullos. Al inspeccionar uno de ellos, descubren que en su interior se encuentran los múltiples hijos de Drácula, los cuales al ser producto de muertos en vida, nacen muertos. Mientras tanto el vampiro utiliza a Velkan como sujeto de pruebas para que le dé vida a los vástagos con la tecnología de Frankenstein, los cuales son guiados por sus madres a la aldea para alimentarse.   
Aferrándose a la idea de salvar a su hermano de su condición, Ana se separa para rescatar Velkan y liberarlo justo cuando comienza a transformarse de nuevo en hombre lobo. Mientras tanto Van Helsing confronta a Drácula, quien para su sorpresa no muere tras recibir una estaca de plata en el corazón, tampoco funciona demasiado el enseñarle un crucifijo y parece que conoce el pasado de su oponente refiriéndose a él con el nombre de Gabriel. La conversación entre ambos se ve interrumpida cuando al castillo regresan Verona y Aleera devastadas por la muerte de sus crías que murieron como la última vez que se intento recrear el experimento. Van Helsing aprovecha la distracción para escapar junto a Ana y se refugian de la lluvia de una tormenta en los restos del molino incinerado. Después de que ambos caen a una cueva subterránea debajo de los restos, encuentran al monstruo de Frankenstein, quien se había ocultado ahí por todo un año para no ser encontrado por vampiros o aldeanos.  
Antes de ser noqueado con unos dardos, la criatura les revela que Drácula lo busca para usarlo en el experimento para así darles vida eterna a sus crías y que tiene muchos más. Pese a que Ana intenta asesinarlo para frustrar los planes del vampiro, Van Helsing la detiene al convencerla de que, si bien lo crearon con la maldad, él no es malvado y merece una oportunidad. Desgraciadamente Velkan ahora como un hombre lobo controlado completamente por Drácula escucha todo y escapa, de tal forma que Ana y Van Helsing arreglan un carruaje para trasladar a la criatura al Vaticano, donde los vampiros jamás se atreverían a llegar. Pese a que el plan parece exitoso, el carruaje es eventualmente asaltado por Velkan, Verona y Aleera quienes intenta impedir su escape, el carruaje cae por un puente derribado, pero resultó ser un carruaje señuelo con una trampa explosiva con estacas, que mata a Verona. Velkan ataca el carruaje donde realmente se encuentra el monstruo Frankestein, forzando a Van Helsing a dispararle con una bala de plata, matándolo y destruyendo el transporte en el proceso.
Al día siguiente, tras despedirse de un agonizante Velkan, Ana le reclama a Van Helsing, descubriendo que fue mordido por su hermano y por ende está condenado a convertirse en un hombre lobo. Aleera aprovecha la situación para secuestrar a Ana y más tarde, en Budapest negocia con Van Helsing un intercambio por el monstruo, mismo que es aceptado por Van Helsing con la condición de que se realice en un lugar público a lo que Aleera responde que se realizará en un festival de disfraces esa misma noche. Está claro que ni el cazador ni Dracula tienen intenciones de honrar el trato, ya que Van Helsing y Carl dejan encerrado al monstruo de Frankestein en una cripta de un cementerio antes de asistir al festival, y por el otro lado, Dracula, si bien ha llevado a Ana, ha infestado el lugar con vampiros, lo cual se nota en un espejo en el que Ana se ve completamente sola, Van Helsing y Carl la salvan a tiempo de ser transformada en un vampiro por Drácula, pero para su horror descubren que la criatura fue capturada por los vampiros sirvientes de Drácula y manda a todos los vampiros contra Van Helsing y sus amigos.
Aunque los tres consiguen escapar al usar una bomba de rayos ultravioleta contra los vampiros, inventada por Carl, no consiguen impedir el escape de Drácula y el embarque en un Clíper de Igor llevando a la criatura. Carl, tras informar al Vaticano de la situación, recibe órdenes de dar muerte del monstruo de Frankenstein para impedir que sea utilizado para otros fines malévolos, enfureciendo a Van Helsing que comienza a resentir los efectos de la lincantropía. Al volver a Transilvania y descubrir que el laboratorio de Frankenstein esta saqueado, concluyen que han llevado el equipo a la guarida de Drácula y con ayuda de Carl deducen una manera de llegar al reino mediante la apertura de un portal similar a un espejo, algo que había intentado sin éxito el padre de Ana. Ya dentro de la guarida el grupo se encuentra a Igor a quien capturan y torturan para información. En ese momento el monstruo de Frankenstein es trasladado al laboratorio y les revela que el vampiro tiene un antídoto contra la maldición del hombre lobo.
Carl recuerda las pistas que dejó el ancestro de los Valerius sobre como matar a Drácula y deduce que el antídoto debe ser una precaución para despojar a cualquier hombre lobo rebelde de sus poderes porque una mordida de dicho monstruo es la única manera de matar a Drácula. Como Van Helsing tiene hasta la medianoche para curarse antes que la maldición acabe con él, decide trazar un plan: asesinar a Drácula como un hombre lobo mientras Carl y Ana le consiguen el antídoto antes de convertirse en hombre lobo para siempre, pero con la reserva que si pasan de medianoche lo maten de todas formas. Conforme Van Helsing se separa para ayudar a liberar al monstruo de Frankestein antes del inicio del experimento, Ana y Carl obligan a Igor a que los guie hasta el antídoto, lugar donde los encierra al aprovechar un descuido de ambos. El experimento se inicia de nuevo y Drácula consigue traer a la vida a sus vástagos cuando sabotea el intento de liberar al monstruo de Frankenstein. 
Conforme la medianoche se acerca y sale la luna llena, Van Helsing se transforma en un hombre lobo y comienza a combatir ferozmente contra Drácula. En otra parte del castillo Ana y Carl escapan de su celda cuando usan el ácido que protege el antídoto para fundir la reja. No obstante, Aleera reaparece dispuesta asesinar a Ana, obligando a Carl a apresurarse para entregar el antídoto. Gracias a que el monstruo de Frankenstein consigue liberarse de la maquinaria, este salva a Carl indirectamente cuando el cable con el que se sostiene empuja a Igor hacía el vacío así como ofrecerse a retener a Aleera cuando aterriza en la misma habitación del antídoto. De esta manera Ana consigue reunirse con Carl y mata a Aleera al clavarle una estaca en el corazón. Al pelear en igualdad de condiciones contra Van Helsing, Drácula trata de razonar con él, revelándole que fue su asesino al insinuar que su verdadera identidad es la del arcángel Gabriel. Van Helsing rechaza su oferta de recobrar sus recuerdos y lo asesina cuando consigue morderlo, acabando con toda la estirpe del conde en el proceso. Ana aparece para tratar de usar el antídoto solo para acabar asesinada por el aun transformado Van Helsing, justo cuando Carl intenta asesinar a su amigo para cumplir su promesa, descubren que Ana logró curar a Van Helsing, quien toma a Ana en sus brazos y se lamenta mientras recobra su forma humana.
Carl y Van Helsing realizan un funeral para Ana e incineran su cuerpo en la costa, ya que sabían que Ana jamás conoció el mar, mientras el monstruo de Frankenstein ya libre, se marcha en una balsa al océano. Van Helsing es capaz de ver el espíritu de Ana quien se reúne con su familia en el más allá, ahora capaces de ir al cielo por cumplir su promesa de exterminar al conde Drácula y todas sus creaciones demoniacas. Con su culpa apaciguada, Van Helsing junto Carl vuelven a Roma.

## Recepción
Van Helsing recibió críticas en su mayoría negativas por parte de los críticos. Rotten Tomatoes, un agregador de reseñas, informa que el 24% de los 226 críticos encuestados dieron a la película una reseña positiva; la calificación promedio es 4.28/10. El consenso del sitio llama a la película una "característica de criatura hueca que sufre de sobrecarga CGI". Metacritic lo calificó con 35/100 según 38 reseñas. Las audiencias encuestadas por CinemaScore le dieron a la película una calificación promedio de "B" en una escala de A + a F. James Berardinelli de ReelViews dio una crítica extremadamente negativa, calificando la película con la mitad de una estrella sobre cuatro y calificándola como "el peor éxito de taquilla del verano desde Battlefield Earth". Además, escribió "Hay bastantes momentos involuntariamente divertidos, aunque la experiencia en general fue demasiado dolorosa para mí como para poder defenderla como "tan mala, es buena". Algunos, sin embargo, sin duda lo verán como tal. Más poder para ellos, ya que sentarse a ver esta película requiere algo más que una constitución fuerte y una capacidad de auto-tortura".
A Mick LaSalle, del San Francisco Chronicle, no le gustó mucho la película y escribió: "El director y guionista Stephen Sommers reúne tramas de varias películas e historias de terror e intenta combinar cosas con flash y deslumbramiento. Pero su película simplemente yace ahí, abrumado por una completa falta de ingenio, ingenio y lógica interna... Lo que Sommers intenta hacer aquí es usar la acción como el único medio para involucrar a una audiencia. Por lo tanto, la historia se sacrifica. El desarrollo del personaje es inexistente, y hay no son intentos de incitar la emoción. En cambio, Sommers intenta mantener a la audiencia durante dos horas sin nada bajo la manga más que cintas de colores, bengalas brillantes y un kazoo. Lo que demuestra es que esta no es una forma de hacer películas". Roger Ebert del Chicago Sun Times le otorgó a la película 3 estrellas de 4 y dijo que "Al principio, podemos temer que Sommers simplemente vaya por una exageración, pero al final, de alguna manera ha logrado reunir todos sus monstruos e hilos de la trama en un Clímax de alto voltaje. Van Helsing es tonto, espectacular y divertido". 

## Reparto

### Actores principales y actores de doblaje
| Personaje                      | Actor             | Doblador (español)   |
| ------------------------------ | ----------------- | -------------------- |
| Gabriel Van Helsing            | Hugh Jackman      | Pere Molina          |
| Anna Valerious                 | Kate Beckinsale   | Nuria Mediavilla     |
| Conde Drácula                  | Richard Roxburgh  | Pep Antón Muñoz      |
| Dr. Víctor Frankenstein        | Samuel West       | Xavier Fernández     |
| Frankenstein                   | Shuler Hensley    | Pepe Mediavilla      |
| Aleera                         | Elena Anaya       | Nuria Trifol         |
| Carl                           | David Wenham      | Luis Posada          |
| Marishka                       | Josie Maran       | M. Carmen Alarcón    |
| Igor                           | Kevin J. O'Connor | Rafael Calvo         |
| Verona                         | Silvia Colloca    | María Moscardó       |
| Velkan Valerious / Hombre-lobo | Will Kemp         | José Luis Mediavilla |